# Liefdes list en leed

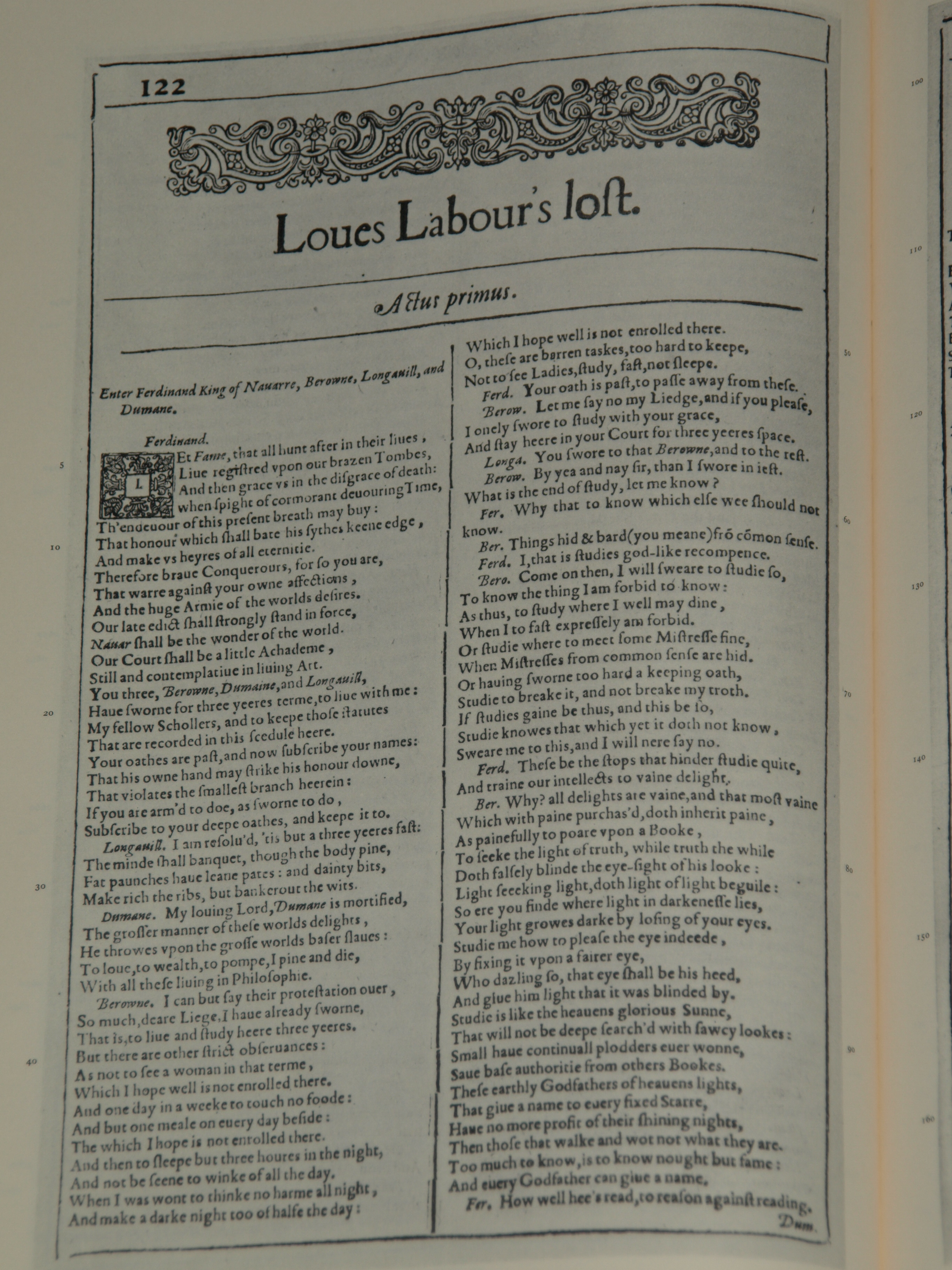
Eerste pagina van Love's Labour's Lost uit de First Folio, gepubliceerd in 1623

Liefdes list en leed (Engelse titel: Love's Labour's Lost) is een van de eerste komische toneelstukken van William Shakespeare. Het stuk is vermoedelijk geschreven ergens midden de jaren 1590, en gepubliceerd in 1598.

## Datering
Volgens recente publicaties zou het toneelstuk in 1594-1595 geschreven zijn, in dezelfde periode als Romeo en Julia, Een Midzomernachtdroom en Richard II, waarmee het bepaalde stilistische kenmerken gemeen heeft. Love's Labour's Lost werd voor het eerst gepubliceerd in quarto in 1598 door Cuthbert Burby, een eerdere druk in quarto is verloren gegaan. Volgens de titelpagina was het stuk "Newly corrected and augmented by W. Shakespere", waardoor veel onderzoekers denken dat het stuk een herziene versie is van een eerder stuk. Shakespearekenners vermoeden dat de auteur tot omstreeks 1597 wijzigingen aan de tekst aangebracht heeft. Tussen het personage Rosaline en de Dark Lady uit de sonnetten bestaan ook overeenkomsten, maar het achterhalen van de datum van ontstaan van de sonnetten is bijzonder moeilijk.
Love's Labour's Lost is, net als The Tempest, een toneelstuk zonder duidelijk aanwijsbare bronnen.

## Thematiek
Het thema van het stuk is de liefde en het is geschreven met veel retoriek en geestige woordenwisselingen. Het heeft een happy ending, ook al eindigt het niet in een huwelijk. Normaal gezien zouden in een Shakespeare-komedie wel vier of vijf koppels trouwen maar dat is hier niet het geval. Een van de personages maakt daar een toespeling op door te zeggen: "Our wooing doth not end like an old play;/ Jack hath not Jill: these ladies' courtesy/ Might well have made our sport a comedy" (V.ii.867-9). In dat opzicht beantwoordt het stuk niet aan de conventie van de toenmalige komedie.

## Personages

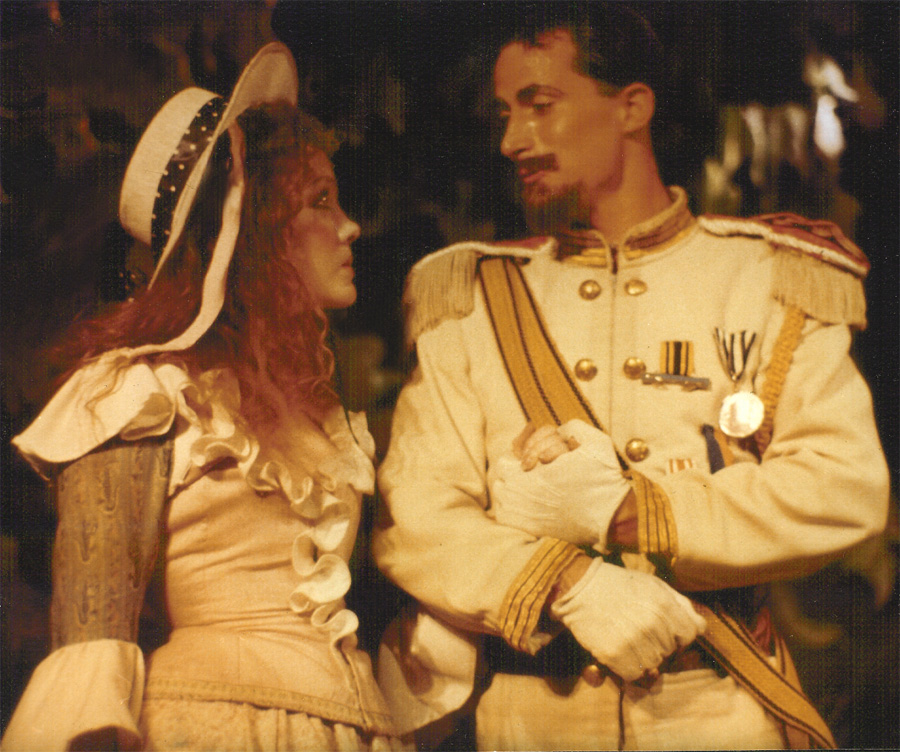
Madeleine Potter en Peter Siiteri in Loves Labor's Lost in 1981

Ferdinandkoning van Navarra
De prinses van Frankrijk
Biron, Longueville, Dumainedrie edelen aan het hof van de koning
Boyet, Mercadétwee heren die de prinses vergezellen
Rosaline, Maria, Catherinedrie dames die de prinses vergezellen
Don Adriano de ArmadoSpaanse zwaardvechter
Sir Nathanielgeestelijke, aan het hoofd van een parochie
Holofernesschoolmeester
Dullhoge officier
Costardclown
Mothdienaar van Armado
Foresterboswachter
Jaquenettaboerenvrouw

## Verhaal
Het stuk opent met de koning van Navarra en drie edellieden aan zijn hof: Biron, Dumaine, en Longueville. Alle vier leggen ze een eed af om drie jaar van hun leven aan een studie te wijden en in die tijd geen vrouw aan hun zijde te zullen hebben. Biron is terughoudend over deze eed daar hij weet dat de prinses van Frankrijk en haar drie dames spoedig langs zullen komen. De koning ziet hierin geen gevaar daar hij hen laat kamperen in de tuin buiten zijn hof. Maar nauwelijks is het gezelschap gearriveerd, of de koning en de drie mannen worden een voor een verliefd op de prinses en haar drie dames.
De hoofdverhaallijn is vanaf dit punt gevuld met veel humoristische subplots. Zo probeert de Spaanse zwaardvechter Don Adriano de Armado tevergeefs een van de dames het hof te maken, tegengewerkt door de clown Costard. Ook worden er twee geleerden geïntroduceerd: Holofernes en Sir Nathaniel. In de climax proberen de komische personages de edelen te vermaken met een toneelstuk, waarbij ze de 'negen goede helden' uitbeelden.
Aan het eind van dit toneelstuk komt het nieuws dat de vader van de prinses is overleden, en ze spoedig terug moet keren naar huis om zijn troon over te nemen. De koning en zijn edelen zweren nu trouw te blijven aan hun dames, maar de dames zijn er niet van overtuigd dat de liefde van de vier heren voor hun echt zo sterk is. Daarom laten ze de vier heren een jaar wachten op hun terugkomst om hun trouw aan hen te bewijzen.

## Opvoeringen
De oudste bronnen over een uitvoering van het toneelstuk dateren uit 1597, toen het stuk tijdens Kerstmis werd opgevoerd aan het hof voor Elizabeth I van Engeland. Een tweede optreden vond plaats in januari 1605, in het huis van de graaf van Southampton of dat van Robert Cecil, Lord Cranborne.
De eerste bekende productie van na Shakespeares tijd dateert uit 1839, met Elizabeth Vestris als Rosaline.

## Bewerkingen
- In 2000 verscheen de gelijknamige film gebaseerd op het toneelstuk. Deze film speelt zich af in de jaren 30 van de 20e eeuw en is een musical.
- Het toneelstuk komt voor in de Doctor Who-aflevering The Shakespeare Code.